# Дете (Саона и Лоара)
Дете (фр. Dettey) насеље је и општина у источном делу централне Француске у региону Бургоња, у департману Саона и Лоара која припада префектури Отен.
По подацима из 2011. године у општини је живело 93 становника, а густина насељености је износила 4,13 становника/km². Општина се простире на површини од 22,5 km². Налази се на средњој надморској висини од 526 метара (максималној 530 m, а минималној 274 m).

## Демографија
| 1962. | 1968. | 1975. | 1982. | 1990. | 1999. | 2011. |
| ----- | ----- | ----- | ----- | ----- | ----- | ----- |
| 169   | 186   | 152   | 144   | 118   | 107   | 93    |

График промене броја становника у току последњих година